# Oštra Luka
Oštra Luka (szerbül: Оштра Лука) falu és községközpont Bosznia-Hercegovinában, a Szerb Köztársaságban. Oštra Luka az azonos nevű község központja és székhelye. Amellett, hogy a község közigazgatási központja, Oštra Luka a község gazdasági, kulturális, oktatási, egészségügyi és sportközpontja is. A községi önkormányzatnak összesen 24 lakott helye van, 8 helyi közösségbe szerveződve. Nagyobb lakott helyek: Oštra Luka, Koprivna, Usorci és Budimlić Japra. A lakott helyek területének mintegy felét a daytoni békeszerződést követő elhatárolás, azaz az entitások közötti vonal osztja ketté.

## Fekvése
Bosznia-Hercegovina északnyugati részén, Banja Lukától légvonalban 41, közúton 72 km-re nyugatra, Prijedortól légvonalban 16, közúton 23 km-re délre fekszik. Oštra Luka a Szana folyó bal partján, a Majdan-hegység lejtőinek lábánál, a Prijedor - Sanski Most regionális úton található. Oštra Luka község területe az egykori Sanski Most település 21%-át teszi ki, és északra és keletre a jelenlegi Sanski Most község körül terül el. A község területe 204,9 km², és 24 települést és 8 helyi közösséget foglal magában, mintegy 3000 lakossal. Területének mintegy 3/4-ét a dombok és dombos domborzati formák foglalják el, a terület 1/4-ét síkság és alacsonyabban fekvő területek teszik ki. Területe a Grmeč, Kozara, Behremaginica és Majdanski hegységek között helyezkedik el. A község területének legmagasabb pontja Hazić glavica csúcsa 879 méter magas tengerszint feletti magassággal. A legalacsonyabb tengerszint feletti magasság 159 méter Koprivnában, a Szana folyó melletti Kantari faluban található. A község síksági része a Szana, Japra és Kozica folyók mellett található.
Éghajlata mérsékelten kontinentális. Az átlagos évi csapadékmennyiség 900 mm/m² körül van. A legtöbb csapadék októberben, novemberben, decemberben és januárban esik, a legkevesebb pedig júliusban és augusztusban. Az éves középhőmérséklet 12,5 Celsius-fok körül mozog. A legmelegebb hónapok május, június, július és augusztus, a leghidegebbek pedig december, január és február. A nyár forró, a tél hideg, általában sok hóval.

## Népessége

### A község népessége
Becslések szerint a községnek mintegy 3000 lakosa van, és a területén több mint 1300 háztartás található, így a népsűrűség 13 fő/km². Ismeretes, hogy a közelmúltban többször előfordult, hogy a lakosság elköltözött és kitelepült. Ez történt az osztrák-magyar-török háborúk idején, a második világháború után, valamint a boszniai háború után is. A 2013. novemberi népszámlálási adatok feldolgozása utáni hivatalos adatok ezt igazolták. 
| Nemzetiségi csoport | Népesség 1991 | Népesség 2013 |
| ------------------- | ------------- | ------------- |
| Szerb               | 1407          | 2580          |
| Bosnyák             | 261           | 23            |
| Horvát              | 401           | 160           |
| Jugoszláv           | 32            | 3             |
| Egyéb               | 16            | 43            |
| Összesen            | 2117          | 2786          |

### A település népessége
| Nemzetiségi csoport | Népesség 1991 | Népesség 2013 |
| ------------------- | ------------- | ------------- |
| Szerb               | 778           | 764           |
| Bosnyák             | 7             | 0             |
| Horvát              | 32            | 16            |
| Jugoszláv           | 17            | 0             |
| Egyéb               | 4             | 2             |
| Összesen            | 838           | 782           |

## Története
A kedvező földrajzi fekvésnek és az éghajlatnak köszönhetően Oštra Luka község területe a történelem előtti időkben is lakott volt. Erre utal számos várhely, mint például a Budimlić Japrában található Ovan, valamint a Damjanovići faluban, Usorci faluban található őskori erődök és az Oštra Luka faluban található Ljuboje és mások. Az erődített települések kiemelkedő magaslatokon és dombokon, illetve domboldalakon és magas hegyeken épültek. Az Ošrta Luka-i erődített település maradványain sajnos a mai napig nem történt régészeti kutatás. 
A település területén a római jelenlétről tanúskodik a Szana partján fekvő réten a 19. században talált római sztélé alakú sírkő az elhunyt mellképének ábrázolásával.
A település 1878-ig tartozott az Oszmán Birodalomhoz, majd az Osztrák-Magyar Monarchia része lett. 1879-ben az első osztrák-magyar népszámlálás során a faluban 50 házat, 13 muszlim és 289 ortodox szerb lakost számláltak. A monarchia szétesésével 1918-ben előbb a Szerb-Horvát-Szlovén Királyság, majd 1929-től a Jugoszláv Királyság része. 1945-től a település a szocialista Jugoszlávia része volt. A boszniai háború idején a falu szerb félkatonai alakulatok ellenőrzése alatt állt. A bosznia háborúban 471 katona halt meg ezen a területen, a háborút követően pedig 900 rokkant háborús veterán élt a községben. Lakhatási és egyéb gondjaikról a Veteránok Szervezete és az önkormányzat gondoskodik.
Oštra Luka község 1995-ös megalakulása a boszniai háború végéhez és a daytoni békemegállapodás aláírásához kapcsolódik. A háború előtti Sanski Most község területének mintegy 21%-a lett a Boszniai Szerb Köztársaság része. Ezen a területen új közigazgatási egység alakult, amely új nevet kapott. Először 1996-ban a kormány döntése alapján a Srpski Sanski Most nevet kapta. A Boszniai Szerb Köztársaság Oštra Lukát tette meg a község önkormányzatának székhelyévé, és 2005-ben a község neve is Oštra Luka lett.
Oštra Luka a Szerb Köztársaság egyik elmaradott helye. A községben ma már csak mintegy hatezer lakos él nagyon nehéz körülmények között, többnyire szerbek, és néhányan horvátok és bosnyákok. Mindannyian középkorúak vagy idősebbek. A fiatalok elhagyják ezt a területet és a nagyvilágba, elsősorban Szlovéniába és Oroszországba mennek állást keresni.

## Gazdaság
Oštra Lukán szinte nincs gazdaság. A község leginkább a szomszédos Prijedorra támaszkodik, ahol a régió munkaképes lakosságának többsége dolgozik vagy próbál munkát találni. A többiek mezőgazdasággal foglalkoznak és abból élnek. Az elmúlt években Oštra Luka térségében, a község központjában és a szomszédos falvakban infrastrukturális programokat hajtottak végre. Azonban még így is akad néhány távoli hely, mint például Slatina, ahol 13 évvel az utolsó háború vége után sem volt áram a háztartásokban. 2008-ban sportcsarnok építésének megkezdését tervezték, a posta, és az Erdészet új épületének építése volt tervben.

## Kultúra
- A Szanai Napok egy kulturális és ökológiai rendezvény, amely elősegíti a Szana folyó, valamint mellékfolyói és partjai szépségének és tisztaságának megőrzését. Nyár elején rendezik meg minden olyan településen, amelyen keresztül folyik a Szana folyó, a Mrkonjić Grad-i forrásától a Novi Grad-i Unával való összefolyásig.

- Az egykor Sanski Mostban tartott „Šušnjar” nemzetközi irodalmi találkozókat a második világháború elején elesett ártatlan áldozatok (5500 szerb, zsidó és mások) emlékére ma már minden év július végén, ill. augusztus elején Oštra Lukában rendezik, mely az egyik leglátogatottabb ilyen jellegű rendezvény a Szerb Köztársaságban.

## Oktatás
A „Desanka Maksimović” általános iskola 2001. október 1-jén alakult. 2008-ban az iskola összesen 50 dolgozót foglalkoztatott, ebből 33 főt osztályok és 17 dolgozó a tanórán kívüli tevékenységekben. Érezhető tendencia, hogy évről évre csökken a hallgatói létszám. A 2014/2015-ös tanévben az iskolának 223 tanulója volt, a 2018/2019-es tanévben a tanulók száma már csak 152 fő volt.

## Sport
A településen jelenleg a következő klubok működnek:
- FK „Podgrmeč” labdarúgóklub

- FK „Kiseljak” labdarúgóklub

- KK „Shodan” Prijedor karateklub helyi csoportja

Ezek a klubok regionális versenyeken vesznek részt, míg az önkormányzat területén minden évben iskolai sportversenyeket és amatőr versenyeket rendeznek a Budimlić Japra-i Podgrmečki játékok keretében.
Ez persze nem elég ahhoz, hogy a fiatal generáció egészségesen fejlődjön, erősítse sportszerűségét, de a helyzetnek a sportcsarnok és a játszóterek építésének befejezésével jelentősen javulnia kell.

## Turizmus
- Ez a vidék bővelkedik természeti szépségekben. A tiszta vizéről, gyönyörű partjairól és gazdag halállományáról ismert Szana folyó alkalmas nyári pihenésre, fürdésre és horgászatra. A Vrelo és a Kozica folyó különösen vonzó célpont a falusi turizmus fejlesztése szempontjából.

- A település különleges turisztikai látványossága a Grmečka Korida nevű hagyományos bikaviadal, amelyre minden év augusztusának első vasárnapján kerül sor az oštralukai Popovića-hegyen.

## Egyesületek
Oštra Luka településen a következő polgári egyesületek vannak bejegyezve:
- "Sana" vadásztársaság

- „Mladica” sport és horgászegyesület

- „Vreteno” nőegyesület

- „Matica” nőegylet

- „Tramošnja” polgári egyesület

Ezek az egyesületek tevékenységükkel hozzájárulnak egy gazdagabb és tartalmasabb élethez a község területén.

## Nevezetességei
- A környék legrégebbi templomai közé tartozik az 1871-ben épült, két patak közötti erdőben található Oštra Luka-i Szentháromság ortodox templom. A gyakori pusztítások miatt több alkalommal bővítették és átalakították. Az utolsó felújítás 2018-ban volt. A templom nagyon nehezen megközelíthető terepen található, és meglehetősen távol van a község központjától és más településektől.

- Oštra Lukában 2006-ban kezdték építeni a Megváltó Krisztus-templomot. A templom, amely a Bihácsi és Petrovaci Ortodox Püspökség egyik legnagyobb temploma építészetileg 2016-ban készült el.[8] A Megváltó Krisztus-templom szerb-bizánci stílusban épült öt kupolával, ami ezeken a területeken ritkaságszámba megy. Mérete 21 x 15,5 méter és 21 méter magas.[9] Még ma sincs teljesen készen.

- Oštra Luka közvetlen szomszédságában, a Prijedor felé vezető úton található a Klisina kolostor, mely szépségével kiemelkedik, elhelyezkedése hozzájárul a táj gyönyörű megjelenéséhez.

## Fordítás
- Ez a szócikk részben vagy egészben  a(z)   Оштра Лука című szerb Wikipédia-szócikk ezen változatának fordításán alapul.  Az eredeti cikk szerkesztőit annak laptörténete sorolja fel. Ez a jelzés csupán a megfogalmazás eredetét és a szerzői jogokat jelzi, nem szolgál a cikkben szereplő információk forrásmegjelöléseként.